# Cenél nGabráin
La dinastia reale dálriatana dei Cenél nGabraín discenderebbe da Gabrán mac Domangairt, che regnò sulla Dál Riata (Scozia e parte dell'Irlanda) attorno alla metà del VI secolo. Questa dinastia terrà il potere fino al VII secolo. I re di Alba e Scozia si facevano risalire, tramite Gabrán, al nonno di costui, Fergus Mór, che nei secoli XVI e XVII fu indicato come l'inziatore della casa reale scozzese, molto dopo che le origini gaeliche del regno non avevano più significato.
A differenza che per i Cenél Loairn, il Senchus Fer n-Alban non parla dell'esistenza di clan all'interno dei Cenél nGabraín. Tuttavia, probabili discendenti di Gabrán, come Dúnchad mac Conaing e molti suoi parenti, sembrano aver lottato per la successione coi discendenti di Eochaid Buide, nipote di Gabrán. Questa mancanza di espliciti collegamenti potrebbe dunque essere solo un falso. Una genealogia di David I di Scozia nel Libro di Ballymote elenca le seguenti divisioni:
- Dopo Áedán mac Gabráin: tra la linea principale, nota come i figli di Eochaid Buide e i figli di Cináed mac Ailpín e i figli di Conaing;
- Dopo Eochaid Buide: tra la linea principale e i  figli di Fergus Goll e i figli diConnad Cerr ... o gli uomini di Fife;
- Dopo Eochaid mac Domangairt: tra la linea principale e i Cenél Comgaill.

Il dominio dei Cenél nGabraín appare essere incentrato nel Kintyre e nel Knapdale e forse includeva l'isola di Arran, Jura e Gigha. Il titolo di re del Kintyre viene usato per una gran parte di presunti sovrani dei Cenél nGabrain. Due probabili siti reali erano Dunadd e Aberte (o Dún Aberte), probabilmente Dunaverty.
Kilmartin potrebbe essere stato un importante sito cristiano delle origini per la sua vicinanza a Dunadd e la sua dedica a San Martino di Tours, come forse anche Kilmichael Glassary. Tuttavia sembra che non ci siano stati siti religiosi dell'importanza di Lismore nelle terre dei rivali Cenél Loairn.

### Fonti antiche
- Adomnán di Iona, Vita di San Columba, trad. & ed. Richard Sharpe, Penguin, Londra, 1995. ISBN 0-14-044462-9